# 太平江
太平江（越南语：／）是越南北部的一條江，為太平水系的主河流。
梂江和滄江在北江省安勇縣、北寧省桂武縣和海陽省至靈市交界處會合成為太平江。太平江流經太原、北江、北寧、海陽、海防等地，最後在海防市永保縣注入北部灣，全長100公里。
太平水系的下游與紅河水系縱橫交錯，創造了肥沃的紅河三角洲。